# Bonnet (couvre-chef)
Pour les articles homonymes, voir Bonnet et La Tuque (homonymie).
Le bonnet, ou la tuque au Québec, est un vêtement qui se porte sur la tête. C'est la plus vieille forme de couvre-chef connue.
Il est de forme arrondie comme une sorte de calotte épousant la forme du dessus du crâne. Il se décline ensuite couvrant plus ou moins la tête, les oreilles et la nuque ; il peut être avec ou sans bord. Quand il descend bas sur la tête et qu'il comporte des liens, on parle de capuchon.
Il peut être constitué de différentes matières.

## Historique

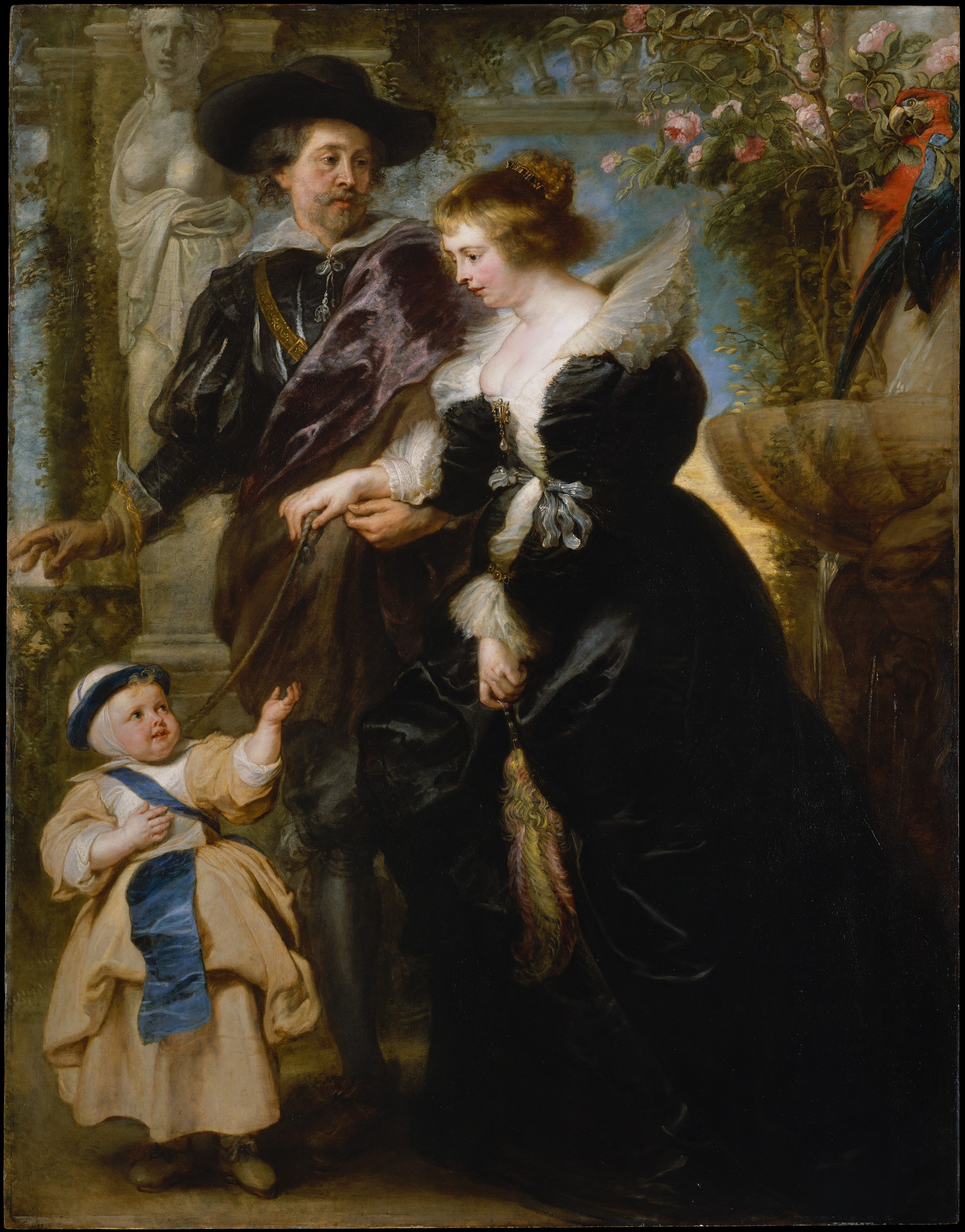
Dans le tableau Rubens, sa femme Hélène Fourment et son fils Frans, le peintre Rubens montre son enfant en robe retroussée et tablier bleu, la tête couverte d'un bourrelet en velours posé sur un bonnet, tandis que sa femme le tient en lisière, cordon pour le soutenir dans sa marche.

Les premières formes connues de couvre-chefs portés dans l'Antiquité avaient déjà la forme d'un bonnet (en cuir ou en fibres naturelles) qui s'arrêtait aux oreilles et s'appelait pilos. De même, le pétase (chapeau antique) a la forme d'un bonnet avec de larges bords.

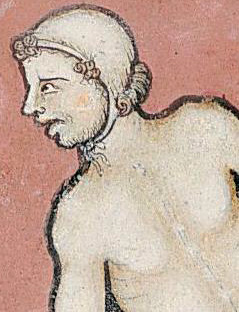
Homme portant une coiffe ou un bonnet, Bible de Morgan, 1250.

En France, à partir du XIe siècle et jusqu'au XVIIe siècle, un bonnet blanc (parfois appelé cale) est porté par les hommes (pas les femmes) de toutes conditions, associé ou non à un capuchon (parfois appelé chaperon)[réf. souhaitée].
Pendant des siècles, et dans les sociétés paysannes jusque dans les années 1960, plusieurs bonnets superposés protègent la fragile fontanelle du crâne des bébés emmaillotés. Sorti du maillot, l'enfant porte une robe et « des espèces de casques antichocs avec des bourrelets, qui maintiennent un rouleau en forme de boudin autour du crâne pour le protéger des chutes ». Le béguin est un petit bonnet d'enfant, brodé et décoré de galons différemment selon les régions.
De nos jours, le bonnet désigne le chapeau généralement en laine que l'on porte en hiver pour se protéger du froid. Il peut comporter ou non des bords retroussés et s'orne parfois d'un pompon à son sommet.

## Canada francophone
Au Canada francophone, c'est le mot « tuque » qui sert à désigner la plupart des bonnets que l'on porte en hiver.
La tuque fait d'ailleurs partie du costume traditionnel québécois. L'utilisation de celle-ci provient des marins français et est une simple adaptation terrestre effectuée par les colons. La tuque était toutefois en concurrence dans la colonie avec le casque de fourrure, le tapabord et le camail, d'autres couvre-chefs. Durant le Régime français, la tuque canadienne était rouge. Peu après la conquête anglaise, on note la présence de tuques bleues dans la région de Montréal. Ceci s'explique par la prédominance de la production de lainage de mouton dans cette région du Québec. La laine produite et avec laquelle était fabriqué les tuques étaient de couleur grise, ce qui se prêtait mal à une teinte en rouge. Le bleu fut donc préféré. 
Le mot tuque dérive vraisemblablement de l'expression « bonnet à la turque », nom porté par les bonnets rouges produits en France et exportés au Moyen-Orient au XVIe siècle et au XVIIe siècle, dont s'équipaient également les marins français.
Le terme « tuque » est aussi devenu le mot commun pour ce vêtement dans le Canada anglophone, mais n'est pas connu hors du Canada.

### Expressions
- Le mot « tuque » est utilisé depuis longtemps au Canada francophone[10], ce qui explique qu'il se retrouve dans des expressions courantes. Un bon exemple est « attache ta tuque », qui signifie : « tiens-toi bien, ça va secouer » ou encore « attache ta tuque avec de la broche » qui signifie : « accroche-toi, ça va vraiment secouer »[11]. Cette expression est utilisée pour décrire une situation tumultueuse ou pour prévenir quelqu'un qu'il peut y avoir des rebondissements[12].
- C'est bonnet blanc et blanc bonnet : choses qui paraissent différentes mais sont, en réalité, identiques
- Jeter son bonnet par-dessus les moulins : reconnaître son incapacité à régler un problème
- Avoir la tête près du bonnet : se mettre facilement en colère

## Exemples

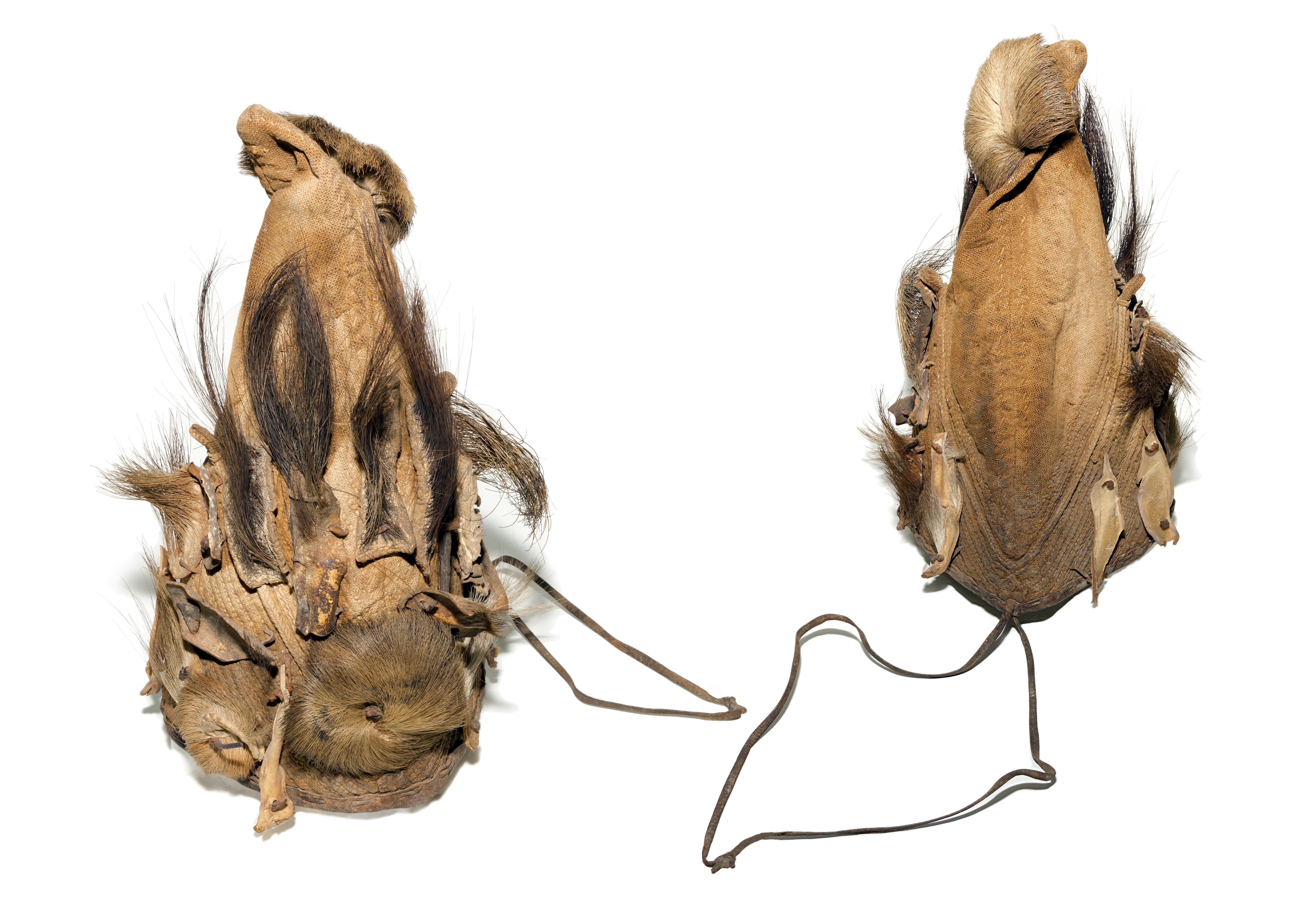
Bonnet initiatique bambara (MHNT).
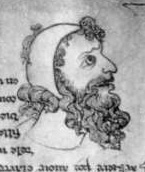
Bonnet dans sa forme ancienne, par Villard de Honnecourt, 1230.
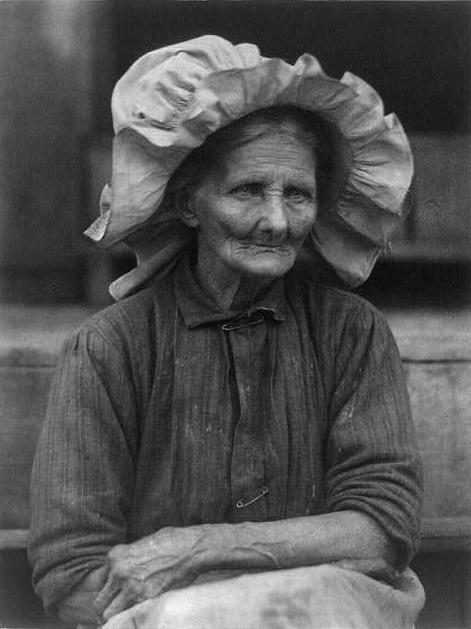
Bonnet de soleil (photo Doris Ulmann).
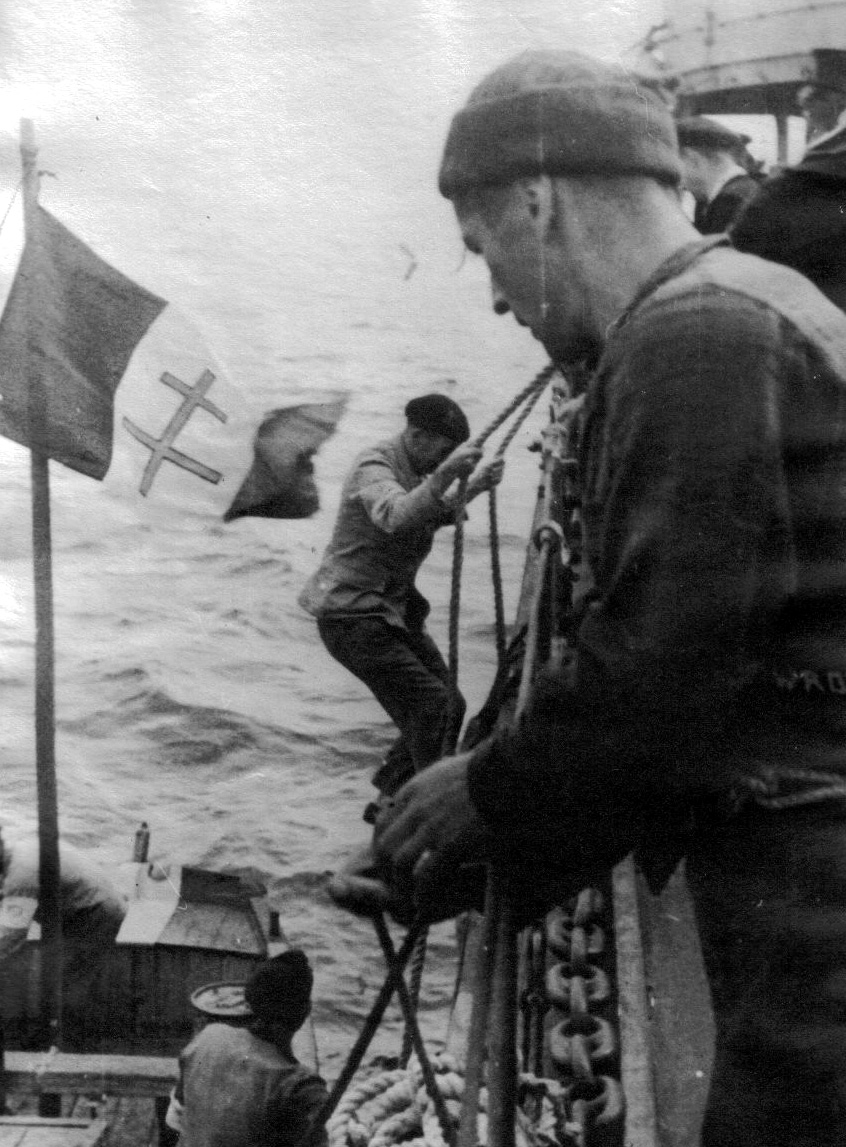
Le bonnet est utilisé fréquemment par les pêcheurs ou les commandos (en noir). Partisan français montant à bord du destroyer polonais ORP Piorun en 1944.
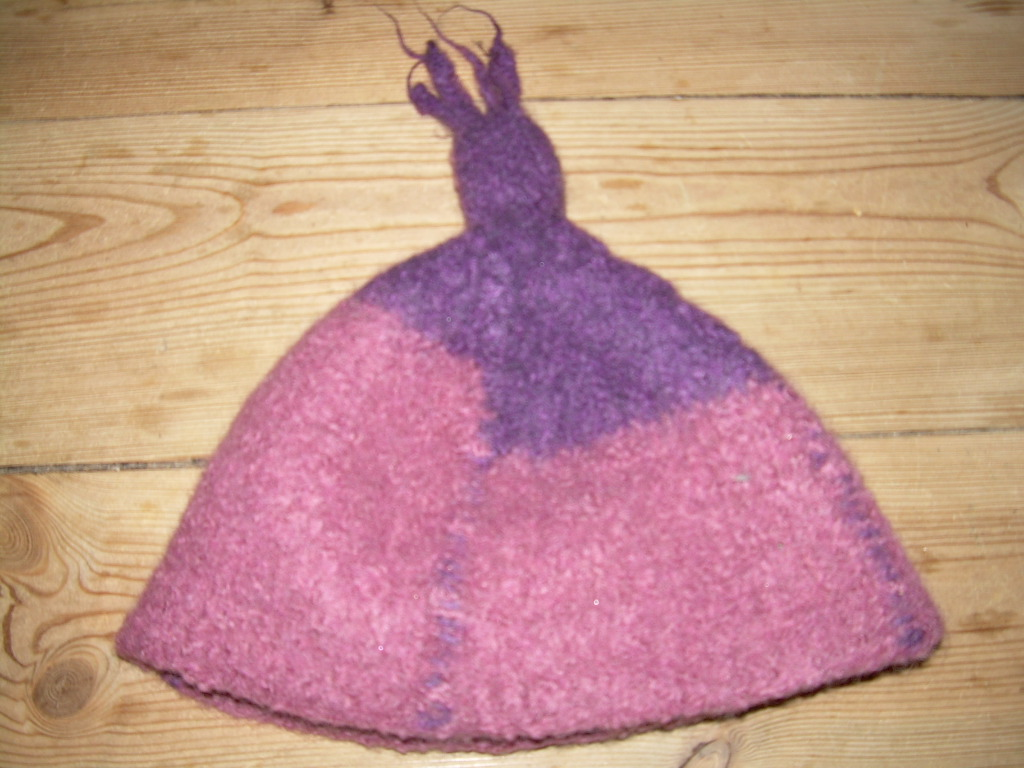
Bonnet moderne.

- bonnet à la cocarde : porté en Allemagne et en France au XVe et XVIe siècles.
- bonnet d'âne : coiffe de papier, munie de deux oreilles imitant celles d'un âne, et dont on coiffait les écoliers paresseux pour les punir par la honte.
- bonnet à poil : bonnet  en poil d'ours porté entre autres par les grenadiers de la Garde impériale de Napoléon Ier, puis par la Garde royale du souverain britannique.
- bonnet de nuit : très en vogue au XVIIIe siècle où les hommes avaient souvent le crâne rasé pour porter des perruques, il était en coton, soie ou velours. Il se portait en intérieur et non pour dormir.
- bonnet phrygien : couvre-chef de Cybèle la Républicaine.
- bonnet de police : calot ; bonnet de drap de la petite tenue.
- bonnet de police à visière : voir képi.
- bonnet de marin : coiffure des militaires du rang de la marine nationale française.
- tuque : bonnet d'hiver.

## Bonnet et héraldique
Le bonnet n'est pas un meuble fréquent en héraldique, toutefois en voici quelques-uns :

Guebwiller (68) d'argent au bonnet albanais (dit aussi : « bonnet à l'antique ») de gueules rebrassé d'azur.
La Tuque (Québec) d'azur à la fasce ondée d'argent chargé d'un dard vivré de gueules posé en fasce, la pointe à sénestre, accompagné en chef de deux sapins arrachés d'or et en pointe d'une tuque aussi d'or.
Chavenay (78) parti, au premier d'azur …, au second de gueules à un bonnet phrygien d'or brochant sur trois épis de blé …
Orcet (63) écartelé : au 1) … au 2) d'argent à un bonnet phrygien de gueules, au 3) …, au 4) …
Chantraine (88) Parti : au premier …, au second … ; à un bonnet phrygien de gueules à la cocarde d'argent boutonnée d'azur brochant en chef sur la partition.